# Мацуревич Іполит Купріянович
Іполі́т Купрія́нович Мацуре́вич (31 січня 1882, Глуськ — 22 липня 1939, Київ) — український хімік, академік АН УРСР з 1939.

## Життєпис
Народився 31 січня 1882 року в селищі Глуськ (нинішня Могильовська область).
У 1907 році закінчив Київський університет, в якому і працював.
1910 року застосував хлоровугільний ефір для отримання третинних спиртів жирного ряду.
В 1925—1930 роках працював також в Київському інституті народного господарства, з 1930 — в Київському політехнічному інституті, а з 1932 — в НДІ каучуку та каучуконосів.
Наукові праці присвячені дослідженням в галузі органічного синтезу, як то дослідження синтезу бета-оксикислот, спиртів за реакцією Гріньяра, сірчистих похідних 1, 2,4-триазолу, ненасичених кетонів; вивчав склад смол вітчизняних каучуконосів — разом з членом-кореспондентом АН УРСР С. М. Реформатським.
В 1934—1939 роках — керівник відділу високомолекулярних сполук Інституту органічної хімії й технології.
З 1935 року — професор, з 15 березня 1939 — голова відділу фізико-хімічних і математичних наук АН УРСР.
Помер 22 липня 1939 року в Києві.